# Tilo Wolff
Tilo Wolff (ur. 10 lipca 1972 we Frankfurcie nad Menem) – niemiecki muzyk, kompozytor i wokalista, obecnie mieszkający w Szwajcarii, laureat nagrody Zillo. W twórczości Wolffa słychać liczne wpływy muzyki poważnej (w szczególności barokowej), metalowej i gotyckiej. 
Razem z Anne Nurmi współtworzy grupę muzyczną Lacrimosa (założoną przez siebie w 1990 roku), solowo komponuje jako Snakeskin. Do najbardziej znanych wydawnictw grupy należy album pt. Elodia, nagrany z Londyńską Orkiestrą Symfoniczną.
W 1990 roku z inicjatywy Wolffa powstała niezależna wytwórnia płytowa Hall of Sermon, wydająca m.in. albumy grupy Lacrimosa. 